# Ferie d'agosto
Ferie d'agosto è un film commedia del 1996 diretto da Paolo Virzì.

## Trama
Nella piccola isola di Ventotene due gruppi di persone trascorrono le vacanze in due case contigue. Un gruppo fa capo al giornalista e sedicente intellettuale Sandro Molino e alla sua compagna Cecilia Sarcoli. L'altro gruppo fa capo a Ruggero Mazzalupi, facoltoso proprietario di due armerie, tipico rappresentante del "generone" romano.
Del primo gruppo fanno parte: l'attore Mauro, ex compagno di Cecilia; la loro piccola figlia Martina; Francesca, amica di Mauro che in passato fu compagna di Sandro; Betta e Graziella, amiche di Cecilia; Ivan, il figlio di Graziella; e infine Roberto, un curioso personaggio e latin-lover che si aggira fra l'Africa e Cuba e altri lidi esotici, svolgendo incarichi a suo dire "ufficiali".
Del secondo gruppo, oltre a Ruggero, fanno parte: sua moglie Luciana; i loro due figli: l'adolescente Sabrina e il figlio minore; la madre di Ruggero, un'anziana donna ormai senile; la sorella di Luciana, la bella e provocante Marisa, di cui Ruggero è da sempre innamorato; Marcello, il marito di Marisa, un ex cantante di night ora gestore di una profumeria, che ha un debito di 50 milioni di lire nei confronti di Ruggero e il loro unico figlio. Ruggero segretamente disprezza Marcello ma ostenta magnanimità e rimanda continuamente ogni discussione sul saldo del debito per tenere il cognato in condizione di sudditanza psicologica e fare pressioni su Marisa perché lasci il marito.
I rapporti tra i due gruppi di turisti sono subito conflittuali; la compagnia di Sandro mal sopporta il comportamento chiassoso, superficiale e arrogante dei vicini ma, al contempo, tratta con snobismo, condiscendenza e malcelata derisione i tentativi di stringere amicizia da parte del gruppo di Ruggero.
Sfortunatamente un extracomunitario viene ferito a causa di un proiettile sparato per uno stupido scherzo da Ruggero, che viene chiamato a risponderne dai Carabinieri dopo una denuncia da parte di Sandro. Ammettendo di aver commesso un gesto rischioso e cattivo, e nell'intento di farsi perdonare da Sandro e dal suo gruppo, Ruggero promuove una specie di assemblea notturna. L'occasione dà luogo ad accuse e interventi su piani differenti, ivi compresi quelli politici.
Fra accuse e difese, ma in sostanza nel generale e confuso disorientamento, tutto si dipana in una congerie di argomentazioni presto appiattite ed inerti. Sotto le stelle, sembra che ciascuno abbia ceduto, più che a motivazioni e passioni di ordine politico, ai sentimenti e alle proprie vicende personali.
Al termine della vacanza estiva Cecilia confessa a Sandro che da otto settimane è incinta di lui. L'uomo ne è felice ed assicura alla donna che amerà il nascituro come ama Martina. Mauro, resosi conto di non poter riconquistare Cecilia, si ubriaca alla festa del paese, cade e batte la testa. Viene soccorso e ospitato da una famiglia del luogo che lo prende in simpatia e la cui bella figlia stravede per lui. Francesca, resasi conto a sua volta che non può riconquistare Sandro, stringe amicizia con Marcello, che si sente poco compreso dalla moglie e con cui entra in crisi. Roberto, dopo una notte di passione clandestina con Marisa, la abbandona e parte per l'Africa. Ruggero assiste al tradimento di Marisa e sventa il tentativo di suicidio della figlia Sabrina che si è innamorata, non ricambiata, di Ivan. Le due esperienze lo riavvicinano alla moglie Luciana, che da tempo soffriva per l'allontanamento del marito.
L'extracomunitario, a seguito della denuncia inoltrata da Sandro e del successivo clamore su questioni di principio, diventa oggetto dell'attenzione delle forze dell'ordine e alla fine viene espulso dall'isola perché non in regola.
Al termine del film la maggior parte dei personaggi abbandona l'isola per tornare a casa. L'unica che resta sul molo e che, in lacrime ma speranzosa, grida "ti amo" alla volta del traghetto su cui si è imbarcato Ivan, è proprio Sabrina.

## Premi e riconoscimenti
- 1996 - David di Donatello
  - Miglior film
  - Candidatura per Miglior regista a Paolo Virzì
  - Candidatura per Migliore sceneggiatura a Francesco Bruni e Paolo Virzì
  - Candidatura per Miglior attrice protagonista a Laura Morante
  - Candidatura per Miglior attore protagonista a Ennio Fantastichini
- 1997 - Nastro d'argento
  - Candidatura per Migliore soggetto a Paolo Virzì
  - Candidatura per Migliore sceneggiatura a Francesco Bruni e Paolo Virzì
  - Candidatura per Miglior attore protagonista a Silvio Orlando
  - Candidatura per Miglior attrice protagonista a Sabrina Ferilli
  - Candidatura per Miglior attore non protagonista a Piero Natoli
- 1996 - Ciak d'oro
  - Migliore attrice non protagonista a Antonella Ponziani[1]
  - Miglior montaggio a Cecilia Zanuso[1]

## Curiosità
- Il film fu girato tra il 4 settembre e il 28 ottobre 1995, periodo quell'anno ricordato per il tempo ed il clima tipicamente autunnale, mettendo a dura prova cast e troupe, soprattutto per la scena del bagno serale.
- In una scena iniziale del film "mentre viene sistemata l'antenna TV con Luciana" vengono citate realmente alcune emittenti TV alcune ancora esistenti altre non più attive che sono in ordine di citazione: Rete 4, Telecapri, Videomusic, TeleMonteCarlo, Rete Mia, Italia 1, Rete Oro, Canale 5. (Si noti anche che le emittenti TV Videomusic e Telemontecarlo hanno fatto parte del gruppo Cecchi Gori società produttrice del film).  Mentre durante la scena "gioco in tv a cui partecipa telefonicamente Sabrina" appare un logo di una tv chiamata "6NetWork" in realtà mai esistita ma chiaro riferimento anche ad Italia1 (per via del rombo e del fatto che il 6 è il tasto del canale) ed ai programmi di quel tempo comprendenti i quiz telefonici tv condotto da ragazzi e ragazze in diretta.

## Sequel
Nel 2023 Virzì ha girato a Ventotene un sequel del film, Un altro ferragosto, uscito nelle sale il 7 marzo 2024.